# Саєнко Тетяна Григорівна
Тетяна Григорівна Саєнко (26 липня 1951 в місті Дружківка — 7 січня 2013, Куба) — український дипломат. Надзвичайний і Повноважний Посол України в Республіці Куба.

## Освіта
- 1974 — закінчила Київський державний педагогічний інститут іноземних мов
- 1990 — закінчила спеціальні курси в штаб-квартирі ЮНЕСКО в м. Париж (Франція).

## Кар'єра
У системі Міністерства закордонних справ працює з 1983.
- Третій, другий, перший секретар Національної комісії України у справах ЮНЕСКО Міністерства закордонних справ України.
- 1994—1998 — Посольство України в Республіці Аргентина, Чилі, Уругваї, Парагваї за сумісництвом.
- 1998—2000 — Департамент культурного та гуманітарного співробітництва МЗС України.
- 2000—2004 — Посольство України в Мексиканських Сполучених Штатах
- 2004—2006 — Радник департаменту культурного та гуманітарного співробітництва МЗС України.
- 25 травня 2006 призначена консулом України — Керівником установи в м. Малага (Іспанія)
- 4 червня 2009 — Указом Президента України призначена Надзвичайним і Повноважним Послом України в Республіці Куба[1]
- З 11 жовтня 2010 — Надзвичайний і Повноважний Посол України в Домініканській Республіці.[2]

Зі спеціальними місіями ЮНЕСКО відвідала Італію, Швецію, Швейцарію, Німеччину, Францію, Іспанію, Люксембург, Кубу, Сенегал.
Померла 7 січня 2013 на Кубі після важкої хвороби.

## Різне
Володіла іспанською, англійською та російською мовами